# كارولين ماي
كارولين ماي (بالإنجليزية: Caroline May)‏ هي كاتِبة وشاعرة أمريكية، ولدت في 1809، وتوفيت في 1874.